# Nindirí
Nindirí es un municipio del departamento de Masaya en la República de Nicaragua.

## Geografía
El término municipal limita al norte con los municipios de Managua y Tipitapa, al sur con los municipios de Masatepe y La Concepción, al este con el municipio de Masaya y al oeste con el municipio de Ticuantepe. La cabecera municipal está ubicada a 26 kilómetros de la capital de Managua.

### Hidrografía
Se localiza en la región hidrológica de la cordillera volcánica, cerca de la base de las alturas de las sierras de Managua; se asienta sobre una llanura que parte de la cima de la laguna "Lenderí" (Laguna de Masaya), extendiéndose en el norte hasta encontrarse con el lago Xolotlán.

## Historia
A la llegada de los españoles al territorio de Nindirí a principios de la segunda década del siglo XVI, la población aborigen eran un promedio de treinta mil pobladores, los que al finalizar la conquista sufrieron un exterminio casi total. Los pobladores de estas tierras eran de las tribus de los dirianes, que significa "Hombre de las Alturas de las Montañas", descendientes de los chorotegas o mangues cuya procedencia era de choluca, quienes al ser desalojados del centro de México, se ubicaron en el territorio comprendido entre el golfo de Fonseca y Nicoya, estableciendo cacicazgos.
Durante la época aborigen el municipio se conocía como "Nindirí y Lenderí" y el cacique que presidía la ciudad principal era "Tenderí", el cual se convirtió a la fe católica bautizándose como Francisco, lo que valió a este pueblo para evitar el derramamiento de sangre. Tenderí, con sus teotes y sus metales, fue la cuna de los más grandes cacicazgos de los dirianes, llegando a tener a todos los pueblos del área como sus tributarios. Sus caciques hábiles guerreros, cazadores, agricultores, artesanos que fomentaron el desarrollo de su arte, especialmente la cerámica. A raíz de las grandes conquistas españolas, en Lenderí se inició la formación del núcleo urbano y rural de acuerdo a las cartas pueblas que fueron puestas en práctica en la Edad Media, extendiéndose el reconocimiento de autonomía, y el otorgamiento de privilegios y facultades municipales conforme el sistema clásico español.
Indudablemente este municipio, después de Granada y León, es uno de los primeros que se fundaron en Nicaragua, aunque no se han encontrado evidencias documentales que aclaren este hecho, se supone que por la importancia cultural étnica, geográfica y económico al momento de la conquista; el municipio satisfacía las exigencias económicas de la corona en relación con el pago de los impuestos. En los archivos que se conservan en la iglesia católica del municipio, Nindirí es llamado "La Tierra de Tenderí". Una de las principales reliquias de la época colonial es el templo católico de Santa Ana con más de 400 años, declarado Monumento Nacional.
Nindirí pasa a ser "ciudad" por decreto número 1014 de la Asamblea Nacional, el 23 de agosto de 1995.

## Demografía
Nindirí tiene una población actual de 63,093 habitantes. De la población total, el 49% son hombres y el 51% son mujeres. Casi el 47.8% de la población vive en la zona urbana.

## Naturaleza y clima
El municipio tiene un clima tropical de sabana.
Nindirí está localizado en un terreno constituido por la cadena de calderas, conos y cráteres volcánicos del cuaternario holocénico y pleistocénico del complejo volcánico Masaya en la cual se encuentran los cráteres Santiago, Masaya y San Pedro. Las elevaciones oscilan de 140 – 630 m s. n. m. La mayor elevación corresponde a la del volcán Masaya, las pendientes oscilan de 15 a 30% en la falda de los volcanes. De 30 a 60% en el cuello de los mismos y hasta 80% en las paredes noroeste. La fuerte actividad volcánica intensiva de la era cuaternaria produjo suelos recientes derivados de cenizas y materiales piroclásticos básicos (brechas, tobas, lapillis, cenizas, lava) en toda la zona. Las reincidentes actividades volcánicas han ido cambiando continuamente la configuración topográfica hasta su estado actual.

## Localidades
Además de la cabecera urbana homónima, existen un total de 17 comarcas rurales: Buena Vista, Campuzano, Cofradía, El Papayal, El Portillo, El Raizón, Guanacastillo, Lomas del Gavilán, Los Altos, Los Vanegas, Madrigales Norte, Madrigales Sur, Piedra Menuda, San Francisco, San Joaquín, Valle Gothel y Veracruz.

## Economía
Las principales actividades económicas son la agricultura y el comercio, sobre todo la primera pues más del 50% de la población se dedica a esta actividad; entre los cultivos que se destacan son: arroz, frijoles, maíz, hortalizas, sorgo, maní, yuca y ajonjolí.

## Religión

### Actividades religiosas
Desde hace más de 300 años se celebran  las fiestas patronales en honor a Santiago Apóstol y Santa Ana entre las fechas del 15 de julio al 2 de agosto. Estas celebraciones llenas de fervor religioso inician con la bajada de sus tronos de las veneradas imágenes de Santiago Apóstol el 15 y Santa Ana el 16 de julio. 
Se celebra el tradicional Rosario con la peregrinación de las imágenes por los hogares de los pobladores de este pintoresco lugar. 
El día 25 de julio se realiza la procesión de Santiago Apóstol acompañado de Los Chinegros, promesantes de todas las edades que se pintan de negro el rostro y las manos, portando un gorro hecho de flores del árbol de Malinche que florece para estas fechas.
Por la noche, tiene lugar "La Alborada de santa Ana" en la iglesia del mismo nombre, donde se disfrutan de fuegos pirotécnicos y los tradicionales "toros encuetados", se reparten platos y bebidas típicas como el Indio viejo, la Cosa de horno, la Chicha, entre otros. 
El 26 de julio se realiza la misa y la procesión de Santa Ana acompañada de Santiago que recorre las principales  calles de la ciudad. 
El 1 de agosto se lleva a cabo nuevamente el rosario, alborada y vela como antesala a la procesión del 2 de agosto, donde al finalizar se realiza "El baile de las tres puertas". Estas singulares fiestas finalizan con el ascenso de los patronos a sus tronos. 
En Nindirí otra de las celebraciones religiosas de mayor importancia y relevancia en el pueblo, es la que se realiza en honor del Señor de los Milagros en el mes de marzo en recuerdo al milagro del volcán ocurrido un 16 de marzo del año 1772 durante la erupción del Volcán Masaya.
La fiesta comprende desde el 7 al 16 de Marzo. Durante estos días el ambiente festivo y religioso reluce con el rezo de la novena y las misas durante los nueve días desde el 7 al 15 de marzo. Este último día se realiza la vela del Señor de los Milagros en donde el pueblo católico se reúne para rezar y ofrecer a todos los devotos el acostumbrado brindis de chicha, rosquillas, masa de cazuela, atol, café, tamal y el infaltable nacatamal. 
El día 16 de marzo se realiza la Solemne Eucaristía y seguidamente inicia la prosecion que recorre las calles por donde según la tradición oral del pueblo aseguran que fue la proseción original hasta llegar al lugar del Milagro del Volcán Masaya. 
Otra de las actividades religiosas son las celebraciones durante la Semana Santa cuando se efectúa "La Judea", una representación teatral, con la participación de personas sin experiencia interpretativa, que narra la vida, pasión, muerte y resurrección de Jesús de Nazaret. Este grupo visita diferentes lugares del país llevando este expresión cultural.